# Ромало
Ромало (итал. Romallo) је насеље у Италији у округу Тренто, региону Трентино-Јужни Тирол.
Према процени из 2011. у насељу је живело 591 становника. Насеље се налази на надморској висини од 744 м.

## Становништво
Према резултатима пописа становништва 2011. у општини је живело 604 становника.
| 1931. | 1936. | 1951. | 1961. | 1971. | 1981. | 1991. | 2001. | 2011. |
| ----- | ----- | ----- | ----- | ----- | ----- | ----- | ----- | ----- |
| 678   | 638   | 718   | 661   | 587   | 594   | 603   | 590   | 604   |